# Granica (film 1977)
Granica – polski film psychologiczny z 1977 roku w reżyserii Jana Rybkowskiego, filmowa adaptacja książki Zofii Nałkowskiej – powieści, która bardzo szybko zyskała miano bestsellera.

## Fabuła
Zenon Ziembiewicz, początkujący dziennikarz, spędza wakacje w dworze swych rodziców. Nawiązuje romans z Justyną Bogutówną, córką kucharki. Jesienią wyjeżdża na studia do Paryża, zostawiając ją z nadzieją, iż znowu będą razem. W drodze odnawia znajomość z Elżbietą Biecką, rozstają się jako narzeczeni. Po powrocie do kraju robi karierę jako naczelny redaktor lokalnej gazety. Wkrótce zostaje prezydentem miasta. Poślubia Elżbietę Biecką, ale nadal spotyka się z Justyną, która po zabiegu przerwania ciąży popada w depresję.

## Obsada
- Krystyna Janda – Elżbieta Biecka, żona Ziembiewicza
- Sławomira Łozińska – Justyna Bogutówna
- Andrzej Seweryn – Zenon Ziembiewicz
- Władysław Hańcza – minister
- Zofia Jaroszewska – Kolichowska, ciotka Elżbiety
- Barbara Krafftówna – wojewodzina
- Barbara Ludwiżanka – Ziembiewiczowa, matka Zenona
- Józef Fryźlewicz – Antoni, inspektor policji
- Zofia Mrozowska – hrabina Tczewska
- Zdzisław Mrożewski – Ziembiewicz, ojciec Zenona
- Tadeusz Łomnicki – starosta Czechliński, wcześniej redaktor naczelny „Niwy”
- Ewa Wiśniewska – Ewa, znajoma Zenona z Paryża
- Bronisław Pawlik – niespełniony poeta w salonie Kolichowskiej
- Jadwiga Kuryluk – żona niespełnionego poety w salonie Kolichowskiej
- Edward Rączkowski – recepcjonista
- Zdzisław Wardejn – ksiądz Czerlon
- Piotr Wysocki – hrabia Tczewski
- Halina Buyno-Łoza – starsza pani w salonie Kolichowskiej
- Wanda Stanisławska-Lothe – starsza pani w salonie Kolichowskiej
- Maria Kaniewska – akuszerka
- Halina Winiarska – Biecka, matka Elżbiety

## Zdjęcia
- Lublin, Nałęczów, Warszawa